# الجامعة الكاثوليكية في لوفان (1834–1968)

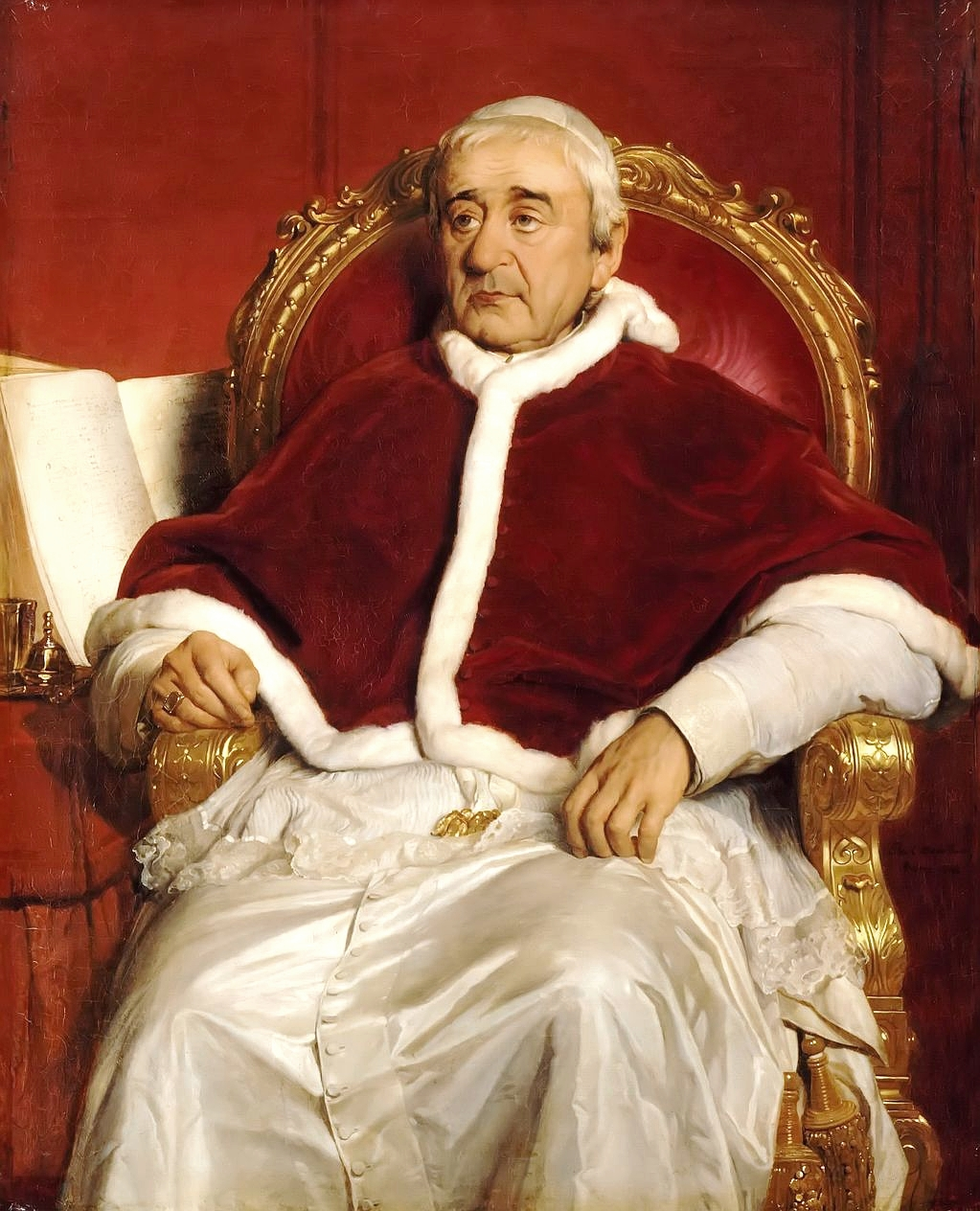
البابا غريغوري السادس عشر، مؤسس مشارك عام 1834 مع أساقفة بلجيكا للجامعة الكاثوليكية في مالينز، والتي لاحقًا أصبحت الجامعة الكاثوليكية في لوفان

الجامعة الكاثوليكية في لوفان أو لوفين ( (بالفرنسية: Université catholique de Louvain)‏، (بالهولندية: Katholieke Hogeschool te Leuven)‏، لاحقًا Katholieke Universiteit te Leuven ) أُسِسَت عام 1834 في ميشيلين باسم الجامعة الكاثوليكية في بلجيكا، ونٌقِلَ مقرها لمدينة لويفن عام 1835، وغير اسمها للجامعة الكاثوليكية في لوفان. عام 1968 قٌسِّمَت لجامعتين، جامعة لوفان الكاثوليكية والجامعة الكاثوليكية في لوفان، نتجة للتوترات بين الطلاب الناطقين بالفرنسية والهولندية.